# Jour des morts (Mexique)
Pour l’article homonyme, voir Jour des morts.
Le Jour des morts  (en espagnol : Día de Muertos), est une forme particulière de fête des morts chrétienne typique de la culture mexicaine actuelle, qui s'observe aussi dans le sud-ouest des États-Unis parmi la communauté hispanique d'origine mexicaine,.
Elle se caractérise par une synthèse de traditions catholiques avec des éléments issus de traditions indigènes du Mexique. Cette synthèse a émergé principalement à partir des années 1930, sous l'impulsion de la politique culturelle nationaliste du gouvernement mexicain après la Révolution de 1910, dans le but de promouvoir une culture commune spécifique au Mexique.
Les traditions liées à cette fête consistent principalement à honorer les défunts en déposant des offrandes sur des autels des morts (domestiques et publics) et sur les tombes des défunts. Ces offrandes comportent notamment certains des objets et aliments préférés des défunts et des fleurs orangées de cempasúchil.
La célébration présente un aspect festif et joyeux qui la distingue des autres fêtes des morts chrétiennes, par l'utilisation en particulier des calaveras (représentations plus ou moins fantaisistes de têtes de mort et de squelettes humains, dont le personnage de La Catrina est le plus emblématique) et par l'organisation de performances artistiques, dont l’Ofrenda monumental du Zócalo depuis 2005 et le Gran Desfile de Día de Muertos depuis 2016. Cette fête n'est pas uniquement dédiée aux morts, puisqu'il est également courant d'offrir des cadeaux aux amis, tels que des crânes en sucre, de partager le traditionnel pan de muerto avec la famille et les amis, et d'écrire des vers légers et souvent irrévérencieux sous la forme de fausses épitaphes dédiées à des amis et connaissances encore en vie, une forme littéraire connue sous le nom de calaveras literarias.
Le 2 novembre est pour les catholiques le jour de la commémoration de tous les fidèles défunts. Les festivités mexicaines débutent généralement le 31 octobre et se poursuivent pendant les deux premiers jours du mois de novembre. Dans certaines communautés indigènes, elles sont célébrées plus largement entre le 24 octobre et le 3 novembre.
Cette fête n'est pas un jour férié officiel selon l'article 74 du droit du travail mexicain, mais les écoles et certaines administrations locales sont en congé le 2 novembre.
Le Jour des morts mexicain est inscrit au patrimoine culturel immatériel de l'humanité de l'Unesco depuis 2008.

## Coutumes

### Calendrier des festivités

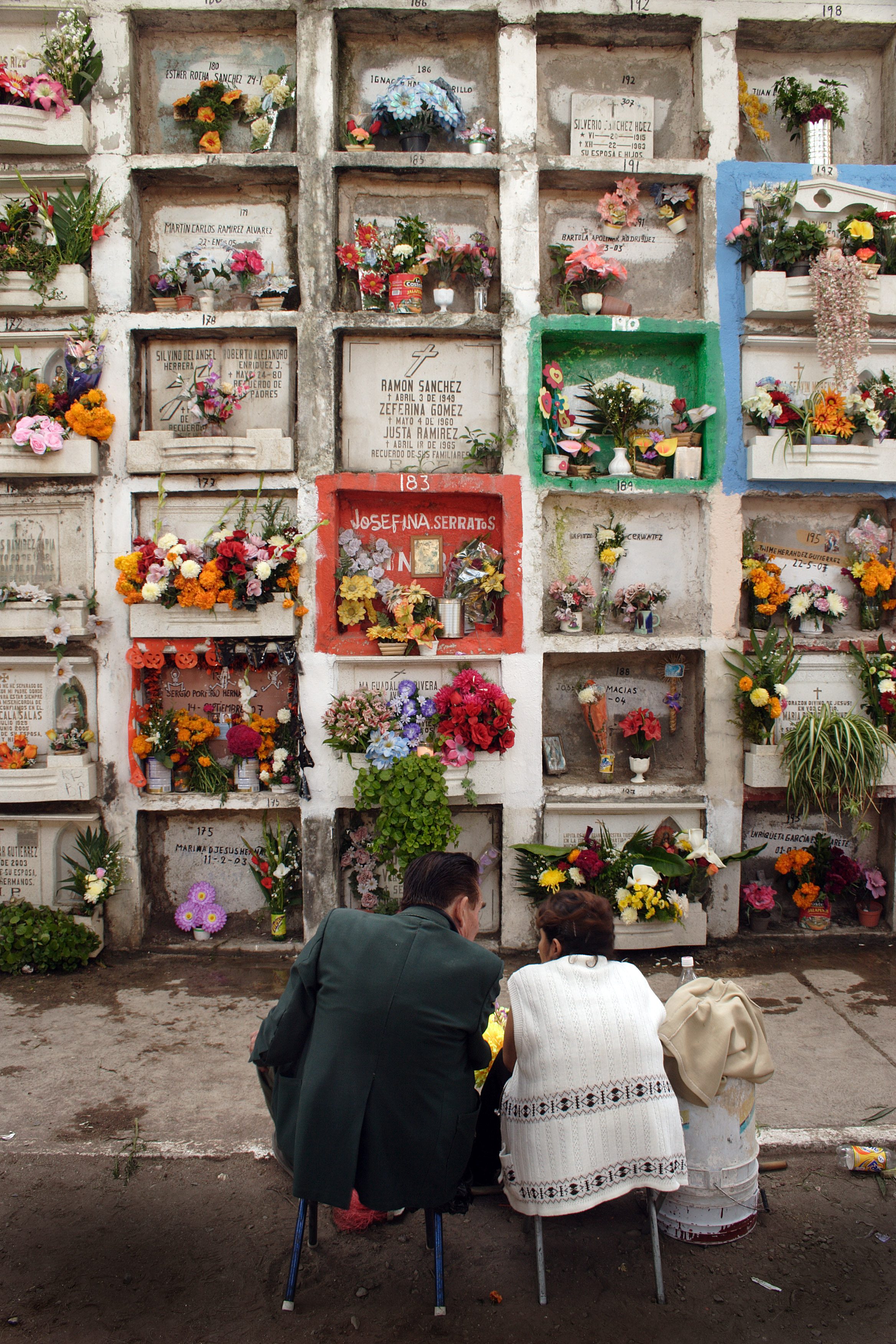
Le 2 novembre, les membres de la famille des défunts viennent les visiter, apportent des fleurs et nettoient les tombes.

Le Jour des morts est une célébration à la mémoire et un rituel qui privilégie le souvenir à l'oubli.
- La période du 31 octobre au 1er novembre est consacrée aux « angelitos » (enfants morts) ; des autels leur sont dédiés dès le midi du 31 octobre, et un goûter traditionnel sucré leur est offert à 19 heures[10],[11],[12].
- Le matin du 1er novembre (Jour de la Toussaint / Todos Santos) est consacré au petit-déjeuner des « angelitos ». C'est ensuite pour les défunts adultes que de nouvelles offrandes sont déposées sur les autels[13].

On constate des variations de date, mais l'ordre des rituels ne change pas (d'abord pour les enfants, ensuite pour les adultes),.
Le 2 novembre, lors de la commémoration de tous les fidèles défunts, les Mexicains vont dans les cimetières en jetant des pétales de fleurs au sol et en allumant des bougies pour guider les âmes vers les tombes. Cette visite, qui a la particularité d'être festive, est l'occasion de nettoyer les tombes des défunts et de leur apporter des offrandes, notamment de fleurs (cempasúchil, œillets, célosies, gypsophiles nuages, giroflées, chrysanthèmes, tagetes lunulata (es)) et de la nourriture.

#### Spécificités régionales
Au Mexique
- Sinaloa et Sonora : dans la région mayo, la célébration commence le 24 octobre[17],[5].
- Sonora : chez les Yaquis, la fête commence dès le 1er octobre avec la célébration des enfants morts, et se poursuit avec des processions (« kontis ») tous les lundis jusqu'au 31 octobre, et se termine le 2 novembre[17].
- Tabasco : chez les Chontales, cette fête est observée pendant tout le mois de novembre[6].
- Hanal Pixán au Yucatán.
- Dans la Huasteca, du 30 octobre au 2 novembre, est organisé le Xantolo (es), une variante locale de la fête des morts.

La Péninsule du Yucatán (Janal Pixán)
Dans la région maya, principalement dans les États du Yucatán, de Campeche et de Quintana Roo, le jour des Morts est appelé Janal Pixán, dont le sens en maya est « Nourriture des esprits ». Barrera et ál. (1980) (Janal = nourriture, Pixán = âme ou anima). Ces dates sont également connues sous le nom de « temps des défunts ». La tradition commence le 31 octobre, jour dédié aux enfants décédés. Ce jour-là, l'autel est décoré de couleurs joyeuses, de jouets et d'aliments que l'enfant aimait. La fête des adultes a lieu le 1er novembre, lorsque les décorations sont plus sobres, avec des nappes blanches, et, selon la profession de la personne, des éléments particuliers seront présents sur l'autel. Le 2 novembre est dédié à la Toussaint. Après cela, on célèbre « l’ochavariox » ou « bix », c’est-à-dire qu'il s'est écoulé huit jours depuis le début des dates des défunts. Ce jour-là, il est courant de se rendre au cimetière avec des prières et d’un boisson frais. Au cours de ces festivités, il est de coutume d'ériger un autel à l'entrée avec de la nourriture traditionnelle et de l'eau pour « l'âme seule », une expression qui désigne les âmes errantes qui n'ont pas de demeure ou qui ont perdu leur lignée et les personnes qui les ont oubliées.
Cette célébration résulte du métissage entre les cultures espagnole et maya. De la nourriture appelée « mukbil-pollo » ou « pib » est souvent préparée, traditionnellement enterrée, ainsi que d'autres plats de la cuisine yucatèque.
Il existe des cas uniques, comme à Pomuch, Campeche, où les familles déterrent les os de leurs défunts, les nettoient et les enveloppent dans des serviettes neuves et brodées spécialement pour l'occasion, avant de les remettre dans leur tombe avec une offrande traditionnelle de nourriture et de boissons.
- (es) Cet article est partiellement ou en totalité issu de l’article de Wikipédia en espagnol intitulé « Día de Muertos » (voir la liste des auteurs).

 Aux États-Unis
La fête des morts est fêtée aux États-Unis du 31 octobre au 2 novembre dans certaines régions, en grande partie par la population d'origine hispanique.
Aux Philippines
Aux Philippines, qui faisaient partie ainsi que le Mexique de la Nouvelle Espagne jusqu'en 1821, le jour des morts est également célébré. Les cimetières connaissent une forte affluence à cette occasion. Une veillée de 24 heures et des offrandes de fleurs et de bougies sont faites aux défunts.

### Autels
Les Mexicains confectionnent des autels pour leurs défunts chez eux. Ceux-ci se composent de plusieurs niveaux, symbolisant les différents lieux traversés par l'âme du défunt. On y place diverses offrandes dont les plus communes sont le portrait du défunt et ses objets personnels, des calaveras, des bougies, des fleurs de cempasúchil, un crucifix, du papel picado, de l'encens, du copal et de la nourriture.
Le ou les portraits du défunt honore la partie supérieure de l’autel. Il est placé devant un miroir, positionné pour que le défunt ne puisse voir que le reflet de ses proches. Les objets personnels servent à faire plaisir au défunt ainsi qu’à lui rappeler qu’il est aimé et qu'il n'a pas été oublié.
Les calaveras sont des crânes en sucre, en chocolat ou en plastique sur lesquels est inscrit parfois le nom du défunt et qui servent à la décoration. Les bougies, elles, représentent le chemin que le défunt doit suivre pour arriver à son autel. Du 1er au 2 novembre, les familles nettoient et décorent souvent les tombes de fleurs.
La croix est placée sur le dessus de l'autel, d'un côté de l'image du défunt.
Le papel picado est un artisanat mexicain fait avec du papier (mais aussi de feuilles de plastique) découpé en figures de squelettes et de crânes ou toutes sortes de motifs géométriques.
L’encens et le copal, eux, symbolisent le passage de la vie à la mort. Enfin, on dépose de la nourriture sur l’autel, notamment le pain de mort (« pan de muerto »), des têtes de mort en sucre (« calaveras de alfeñique ») ou en graines d'amarantes, et parfois des offrandes appréciées par le défunt.

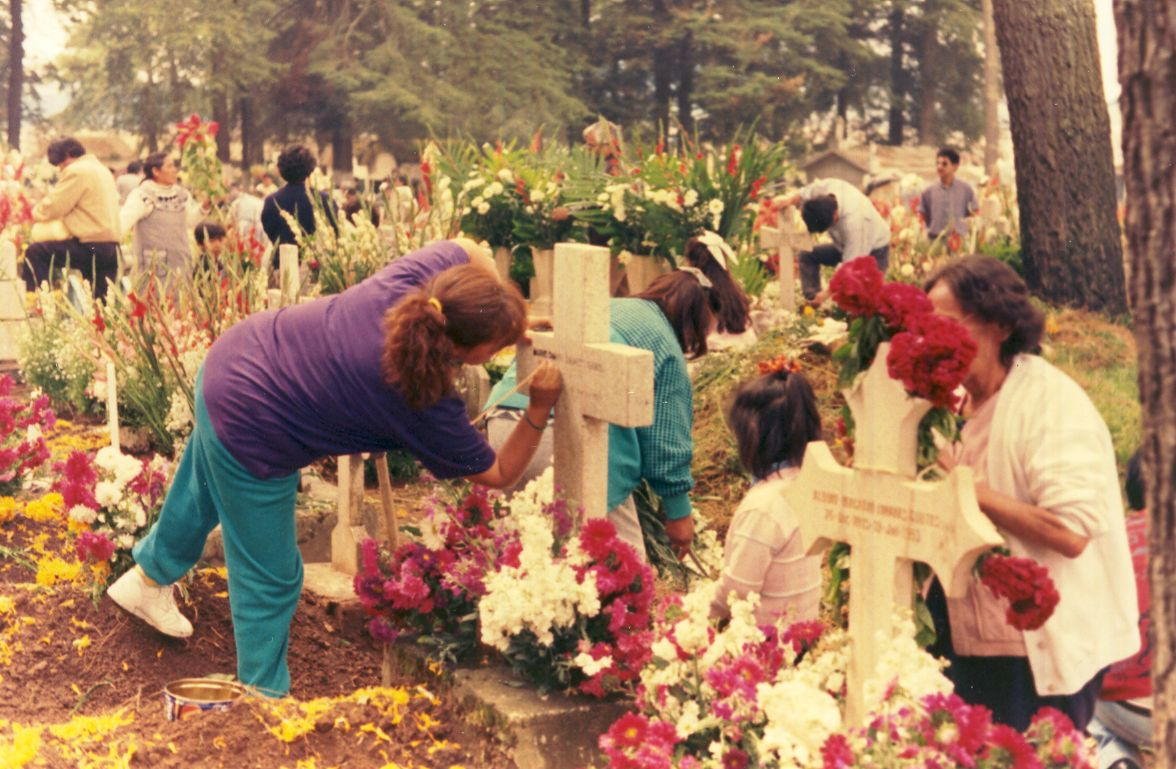
Préparation des tombes.
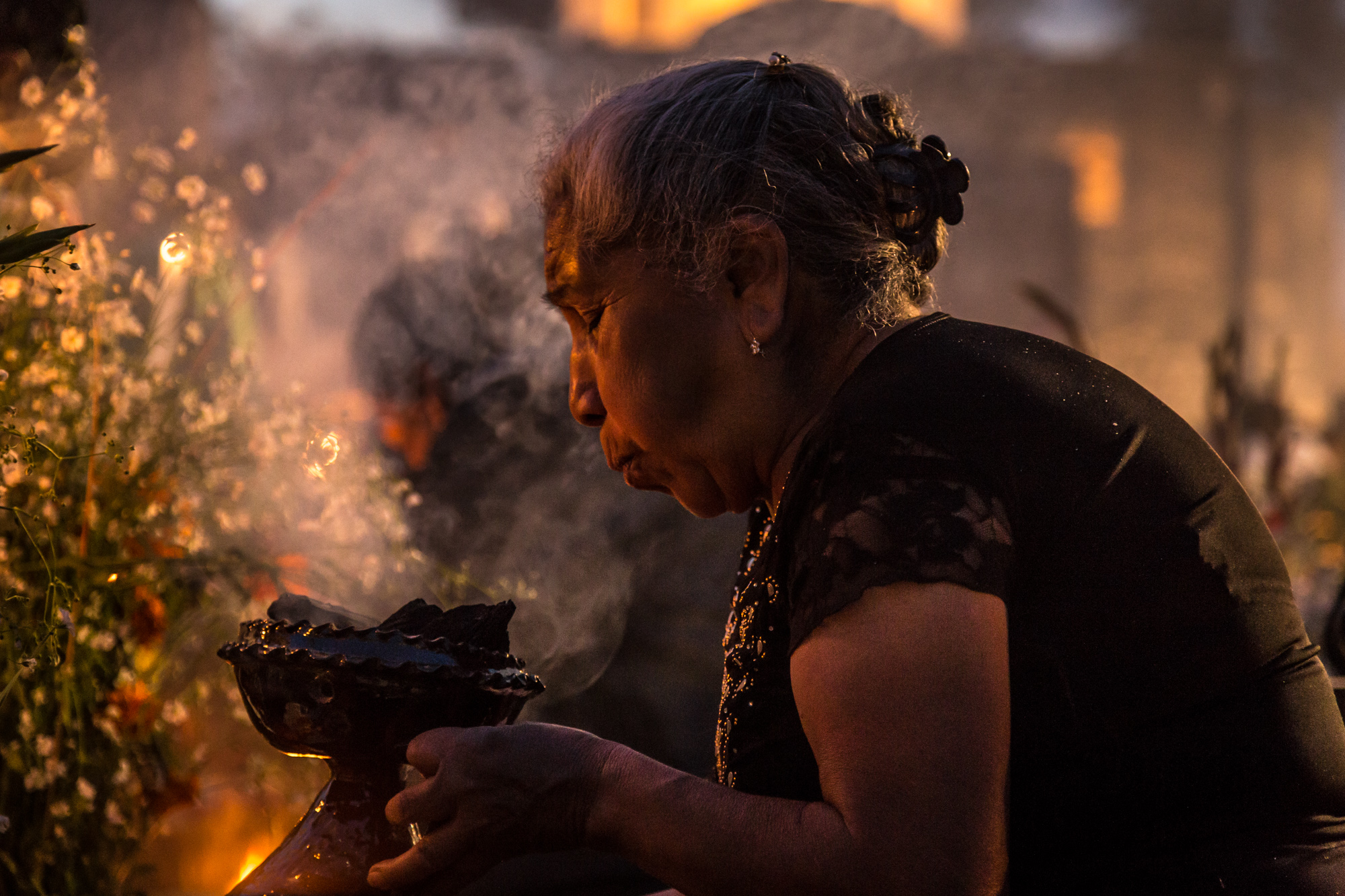
Offrande de copal.
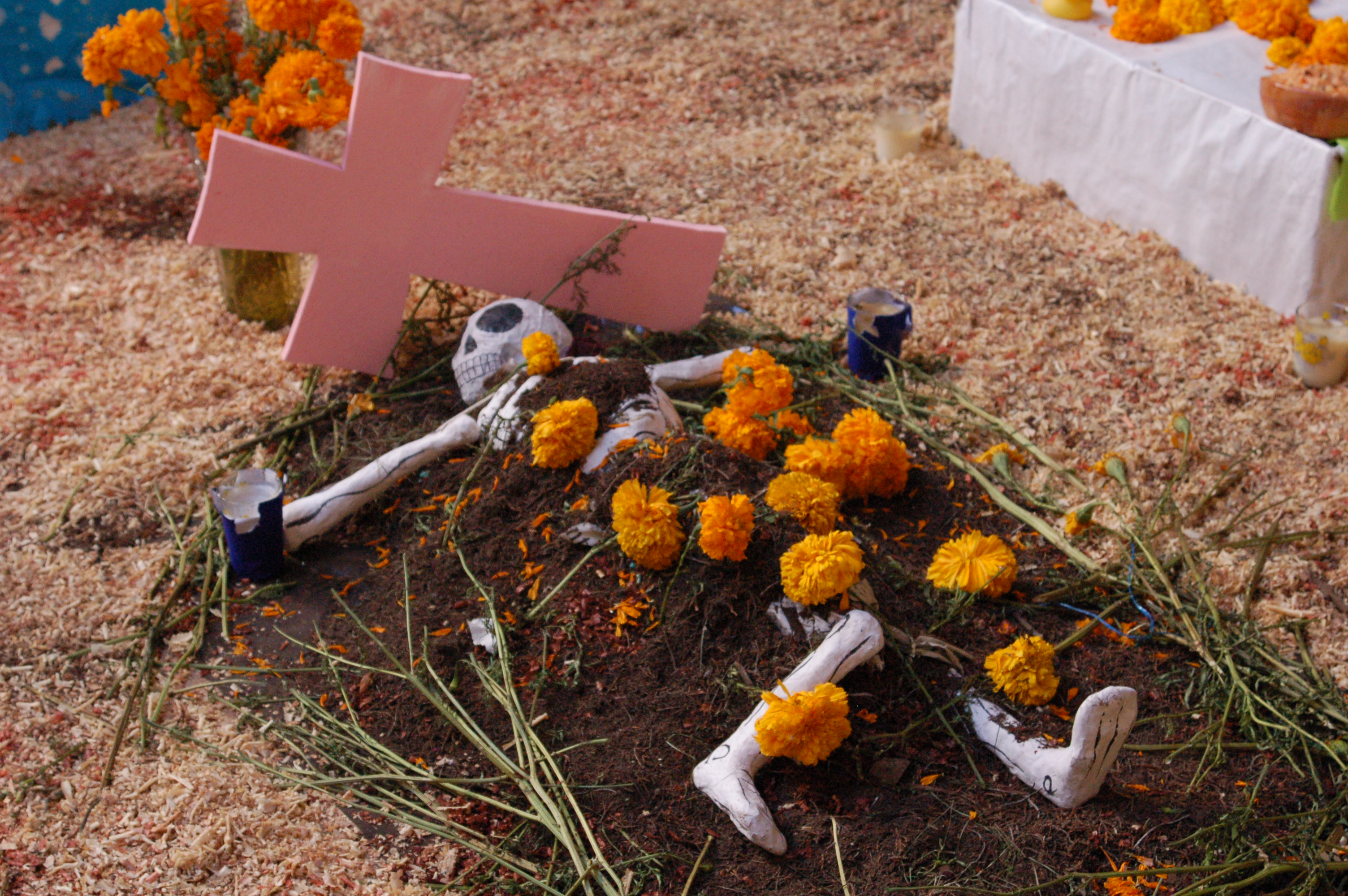
Décoration d'une tombe au Mexique.
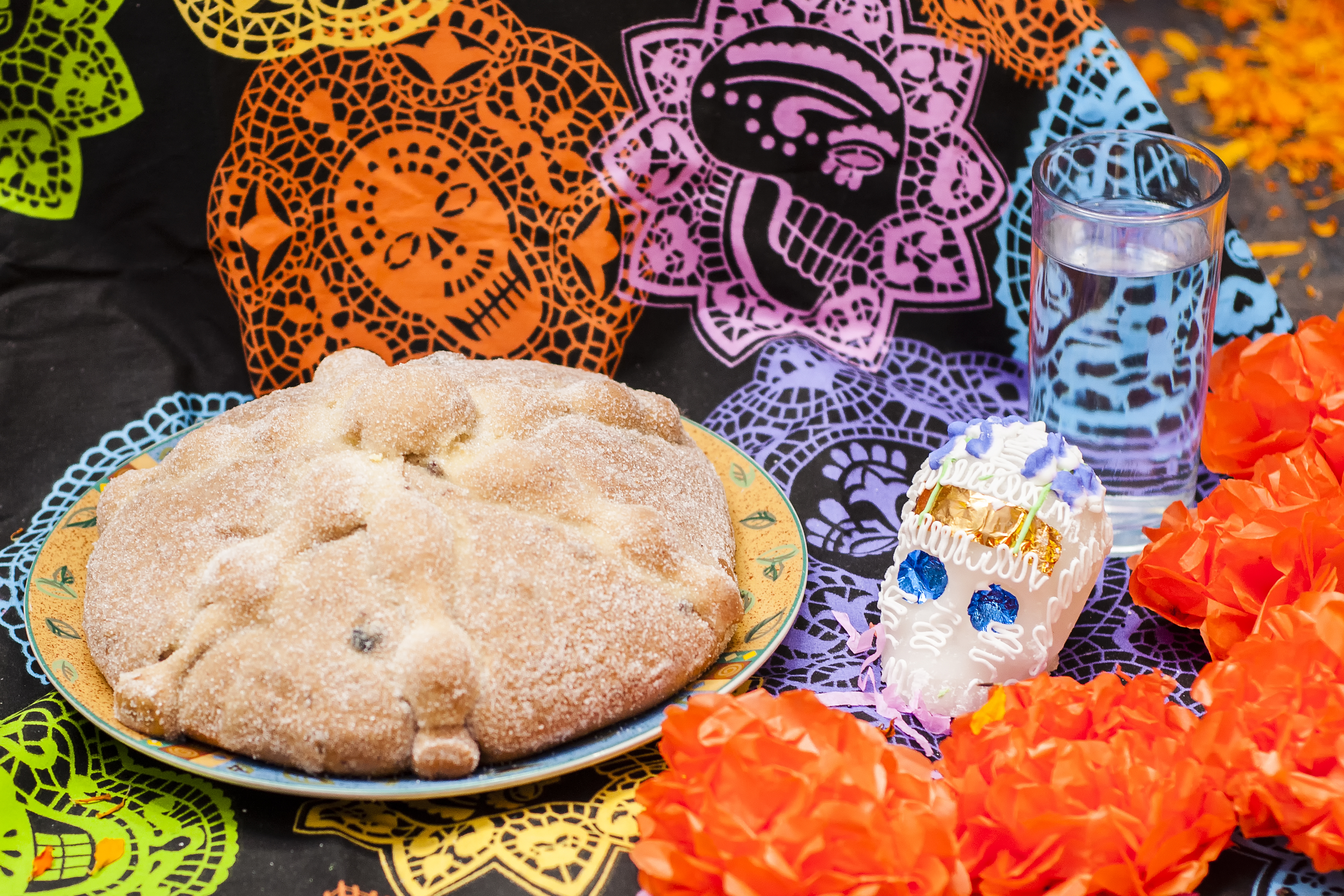
Du pain de mort, du papel picado et une tête de mort en sucre.

#### Autels publics
Les municipalités, en particulier dans les grandes villes, organisent des autels publics de grande dimension par l'intermédiaire d'associations de citoyens et d'artistes. Le plus célèbre et le plus grand est l'Ofrenda monumental de la place de la Constitution (plus connue sous le nom de Zócalo) de Mexico.

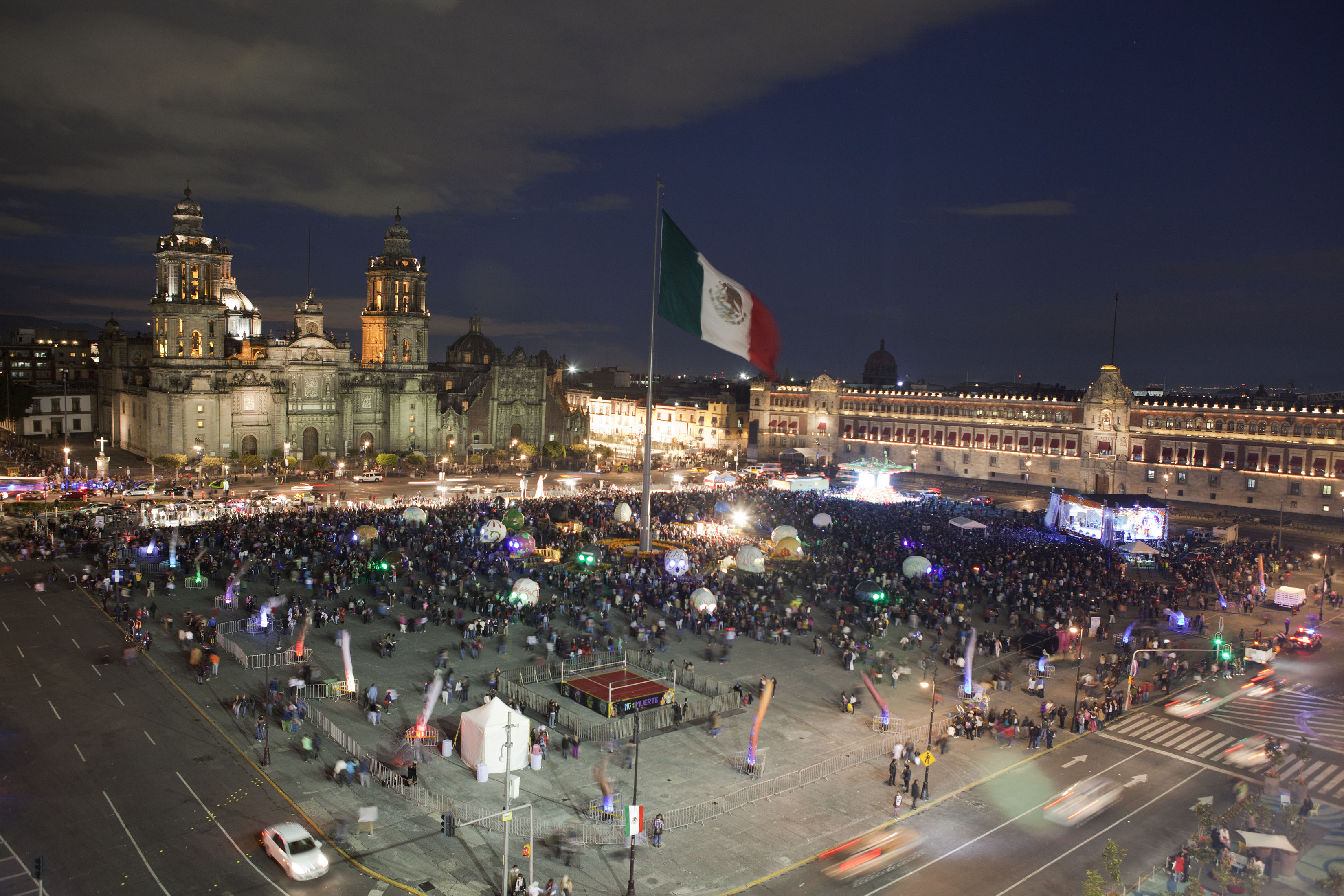
Ofrenda monumental de 2014 sur le Zócalo de Mexico
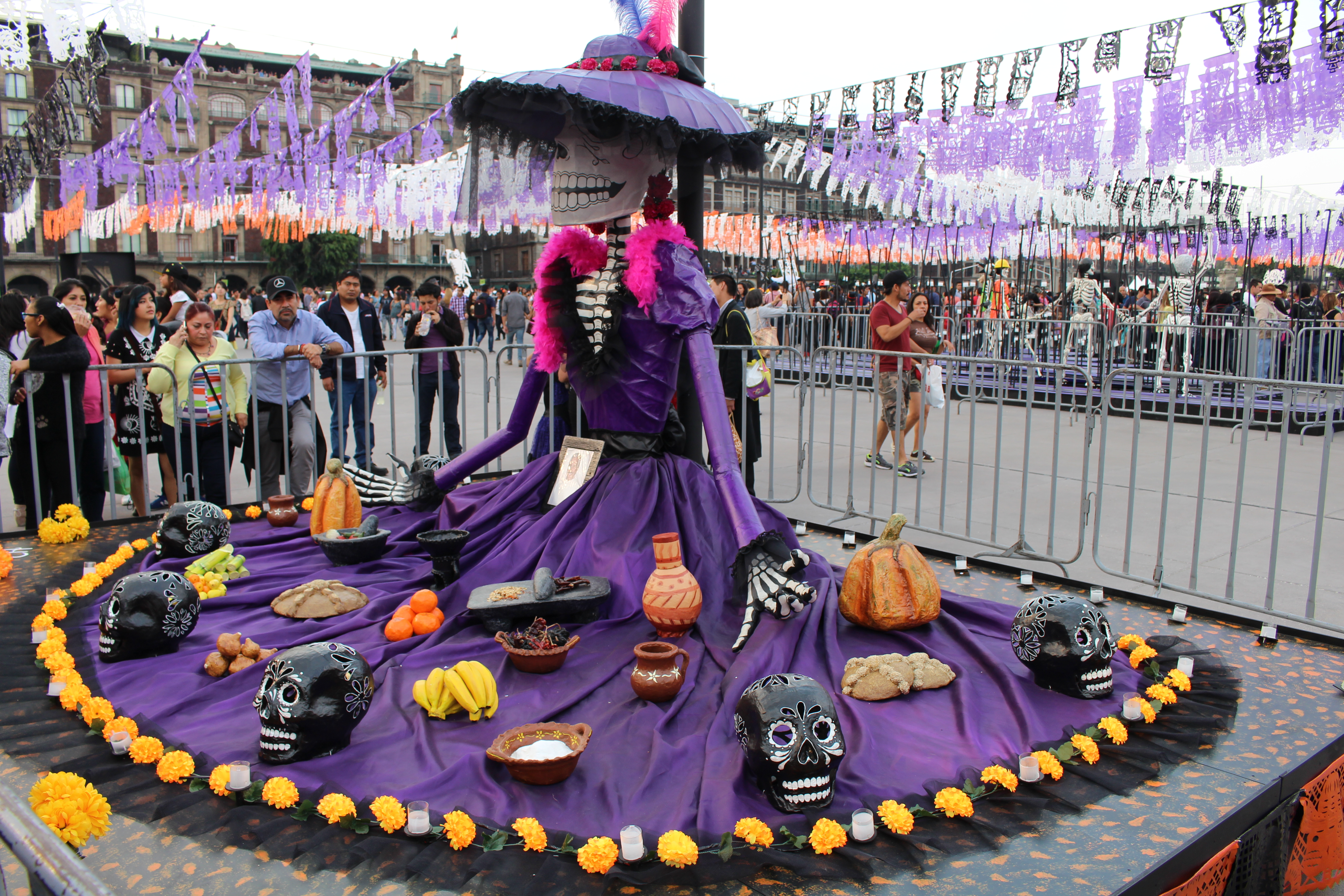
La Catrina est un des personnages récurrents du jour des morts mexicain et de l'Ofrenda monumental
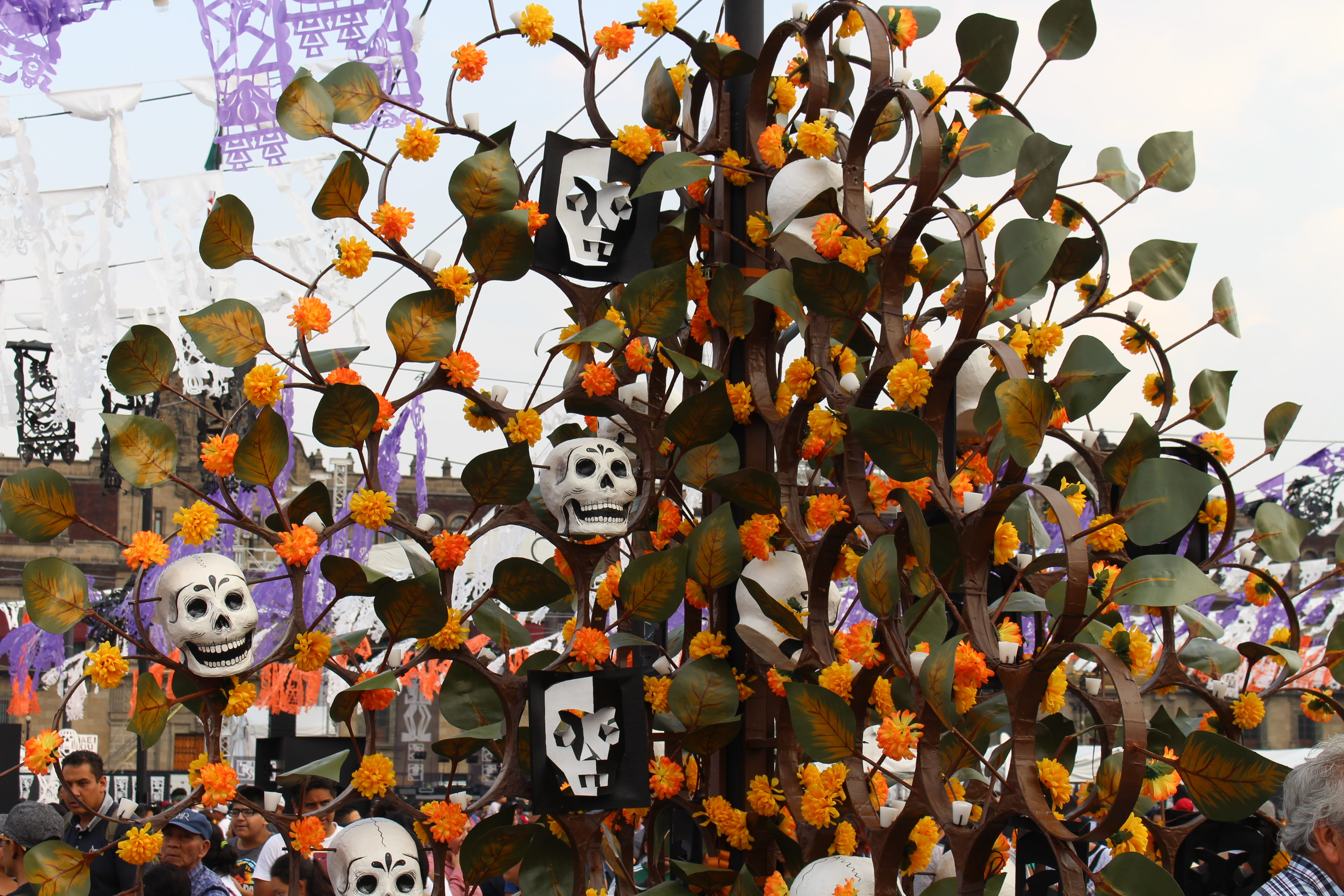
L'arbre de vie est souvent représenté
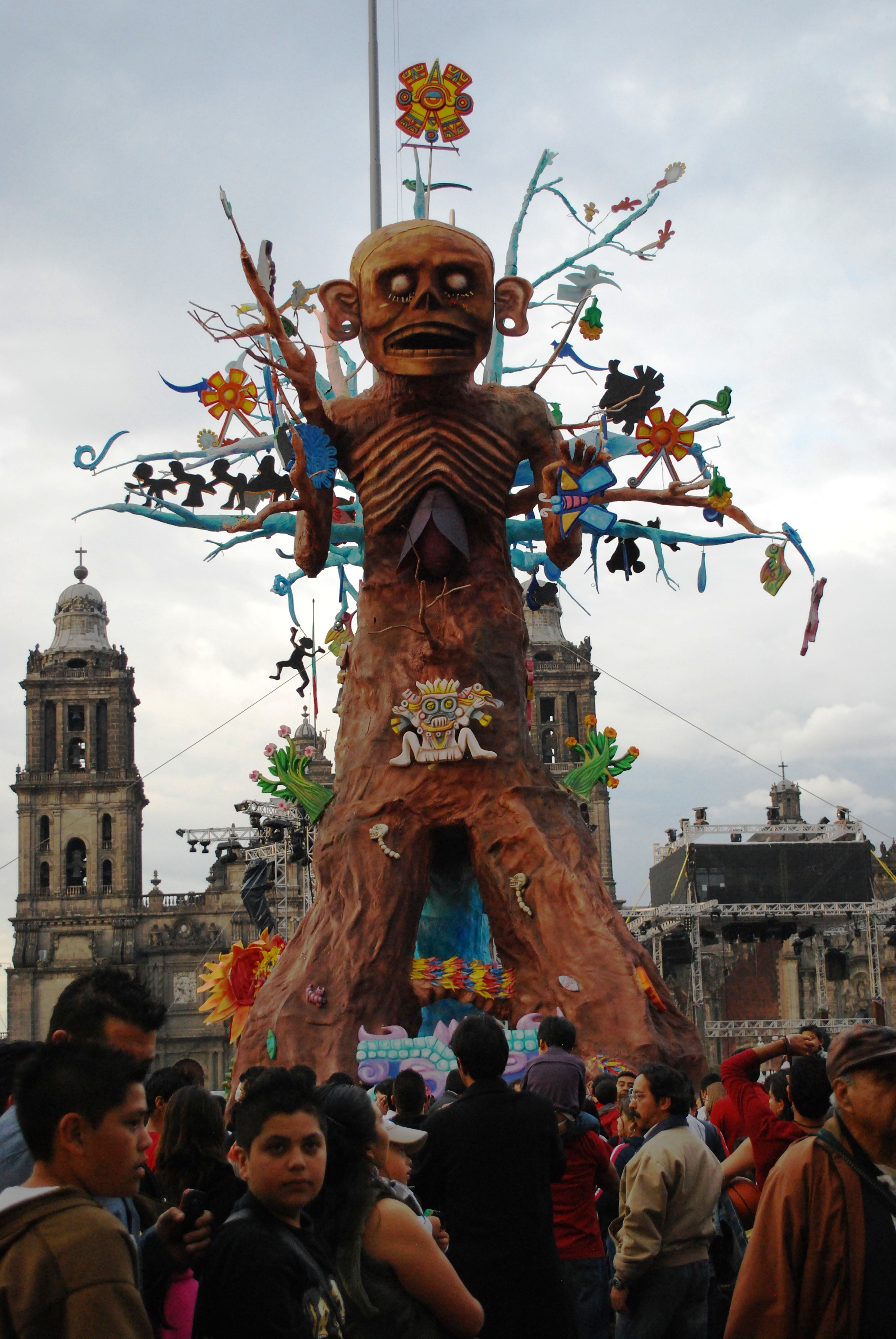
Les références aux rites indigènes mexicains sont fréquentes (ici, en 2010, Mictlantecuhtli)

#### Niveaux d'autel
Les niveaux de l'autel des morts représentent la cosmovision, le monde matériel et immatériel ou les quatre éléments, et dans chacun d'eux sont placés différents objets symboliques de la culture, de la religion ou de la personne pour laquelle l'autel est dédié.
- Les autels à deux niveaux sont une représentation de la division du ciel et de la terre et représentent les fruits de la terre et les bienfaits des cieux, comme la pluie[22].
- Les autels à trois niveaux représentent le ciel, la terre et les enfers. En raison de l'introduction des idéologies des religions européennes, leur signification a évolué vers deux sens possibles : ils peuvent représenter la terre, le purgatoire et le royaume des cieux ou les éléments de la Sainte Trinité, selon la tradition catholique[23].
- Les autels à sept niveaux sont les plus conventionnels. Ils représentent les sept niveaux que l'âme doit traverser pour atteindre le repos ou la paix spirituelle[24]. Selon la pratique Otomí, les sept étapes représentent les sept péchés capitaux[25].

Dans différentes cultures, notamment chez les Mexicas, on croyait qu'il existait un processus pour la naissance et un autre pour la mort ; lorsque l'âme quitte le corps physique, elle doit passer par une série d'épreuves ou de dimensions pour atteindre le repos tant désiré. Dans la vision du monde des Mexicas, l'âme d'une personne doit passer par huit niveaux dans le Mictlán (le monde souterrain de ceux qui meurent de causes naturelles), chacun représentant une épreuve pour atteindre le neuvième niveau, où l'on arrive devant Mictlantecuhtli et sa femme Mictecacíhuatl, atteignant ainsi le repos éternel. Le dieu aztèque Xolotl était le psychopompe des âmes sur la route.

### Autres festivités
De nombreuses festivités, telles que des défilés carnavalesques, des expositions et des concerts, sont organisées dans les villes mexicaines, en particulier dans les plus grandes.
Dans la capitale mexicaine, plusieurs défilés sont organisés, comme celui des « Alebrijes Monumentales » du Museo de Arte Popular, la « Marcha Zombie », la « Mega Procesión de Catrinas » ou le « Paseo Nocturno » (promenade nocturne à vélo), mais le plus célèbre, qui réunit le plus de spectateurs (plus d'un million en 2023) est le Gran Desfile de Día de Muertos de Mexico organisé au début du mois de novembre depuis son institutionnalisation en 2016, à la suite de son invention pour le tournage du film 007 Spectre en 2015.

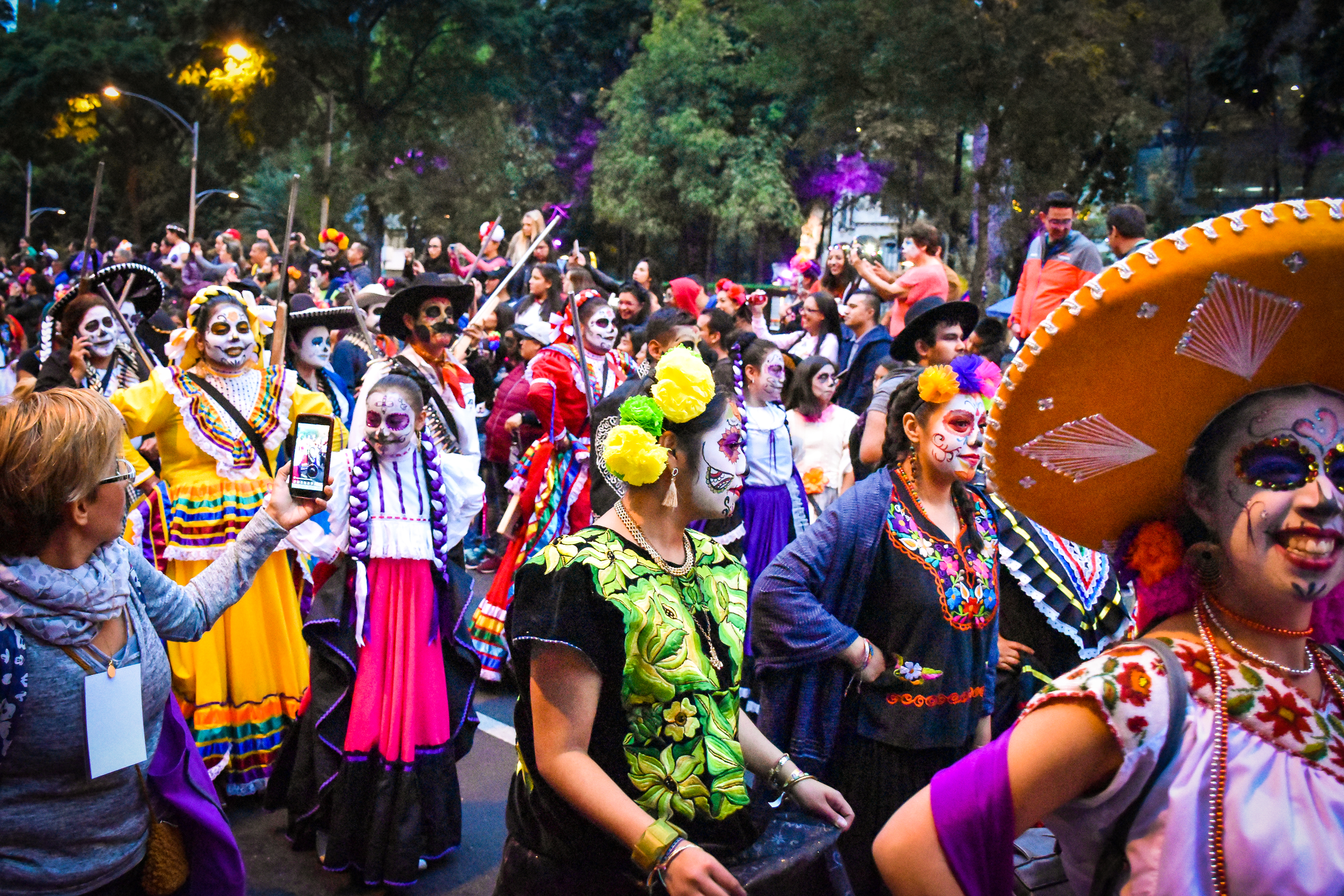
Une grande « procession des Catrinas » est organisée en octobre, comme ici le 26 octobre 2019
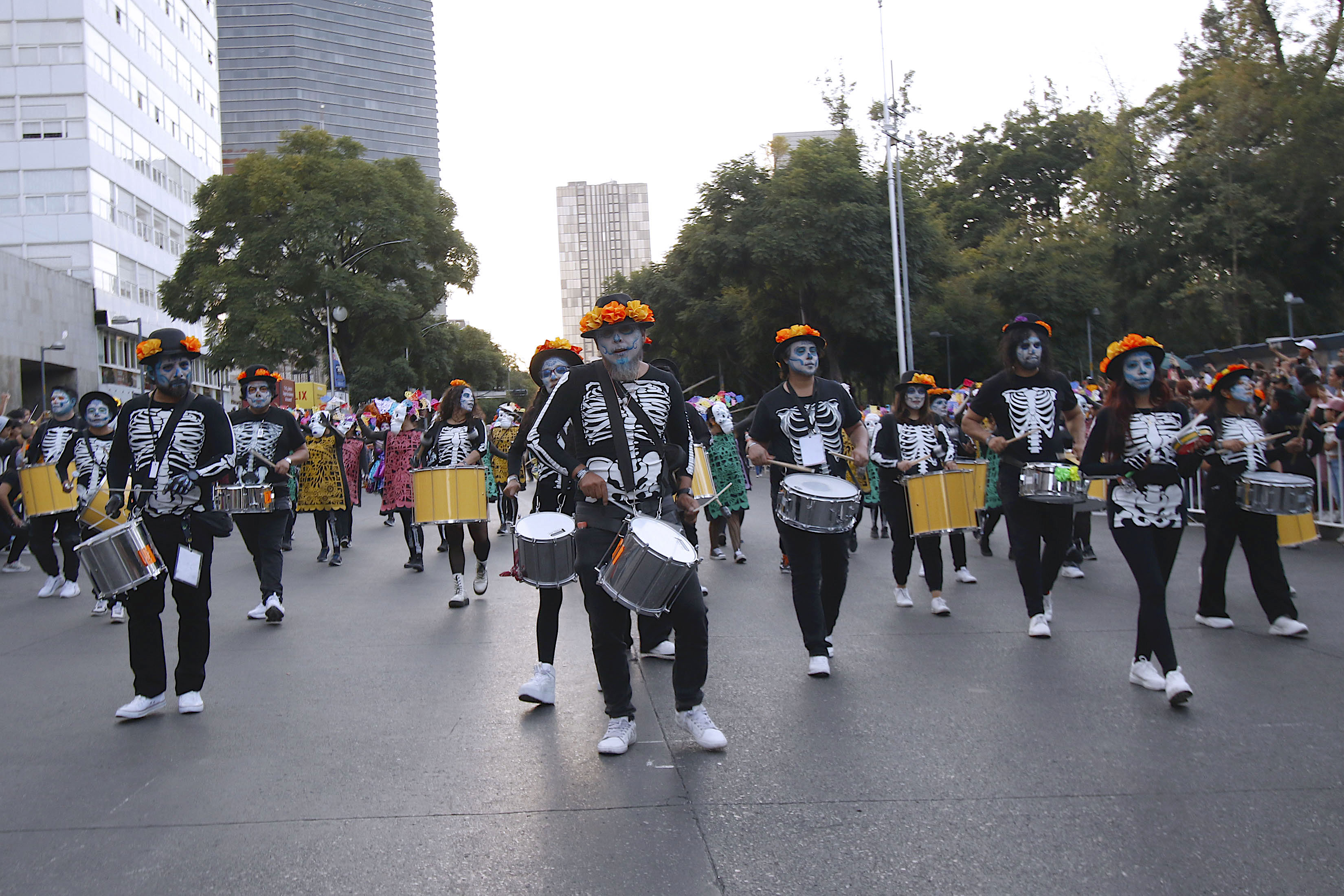
Les musiciens et les déguisements de squelettes sont omniprésents tout au long des défilés, comme ici lors du Gran Desfile 2023
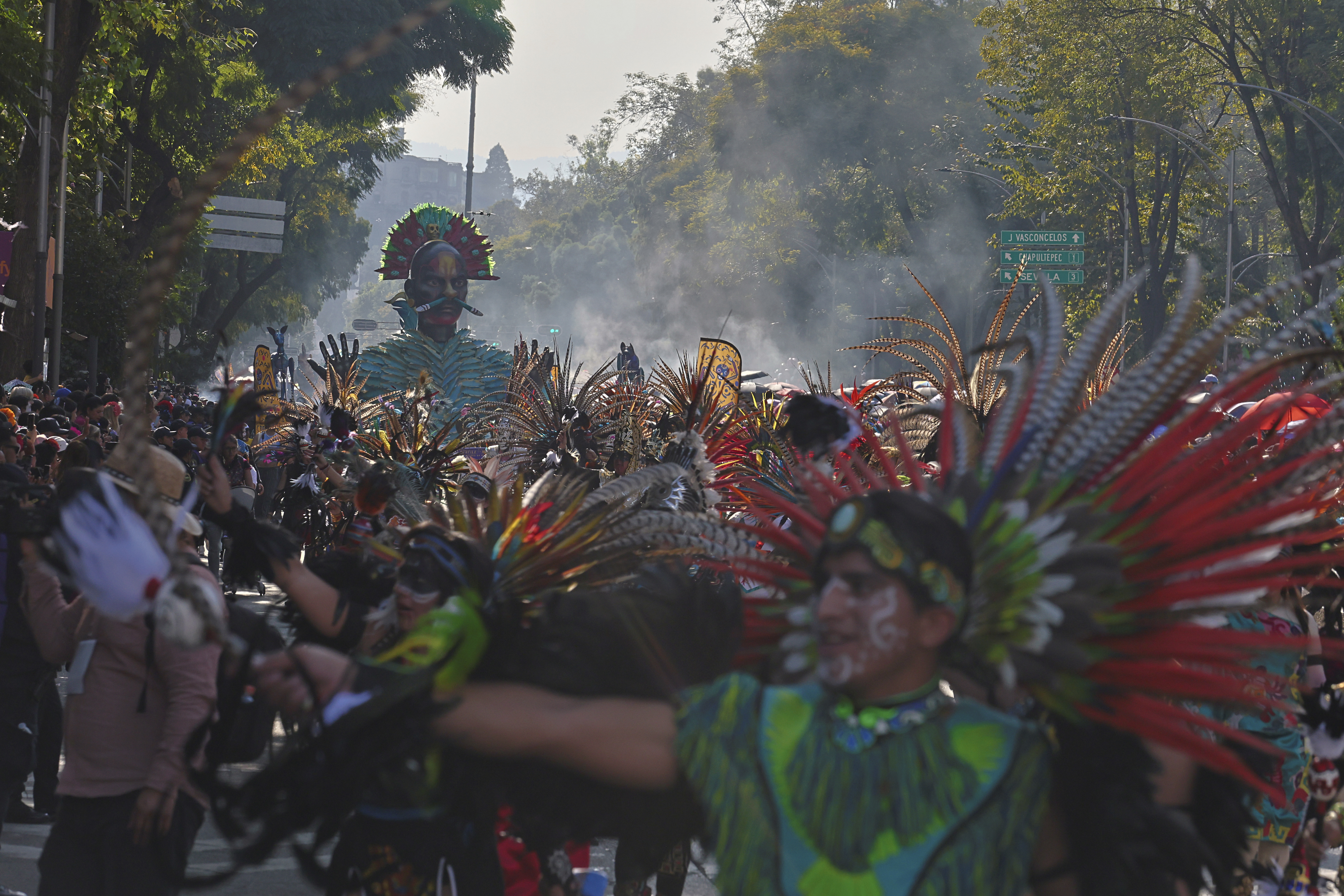
Une section du Gran Desfile est dédiée aux cultures préhispaniques indigènes du Mexique comme ici en 2023
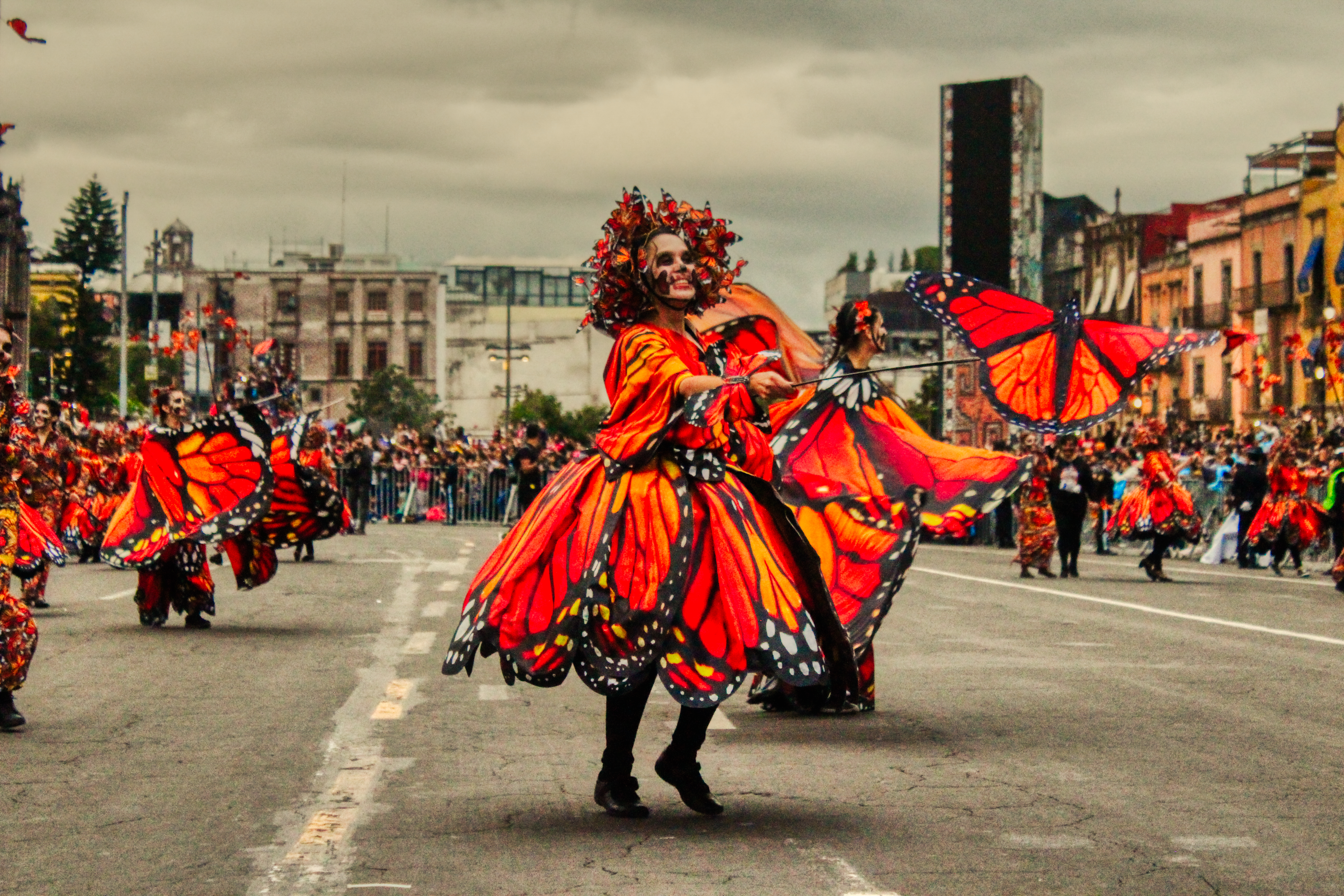
Segment "Ciudad refugio" en hommage aux migrants, symbolisés par des papillons monarques lors du Gran Desfile 2018

## Histoire

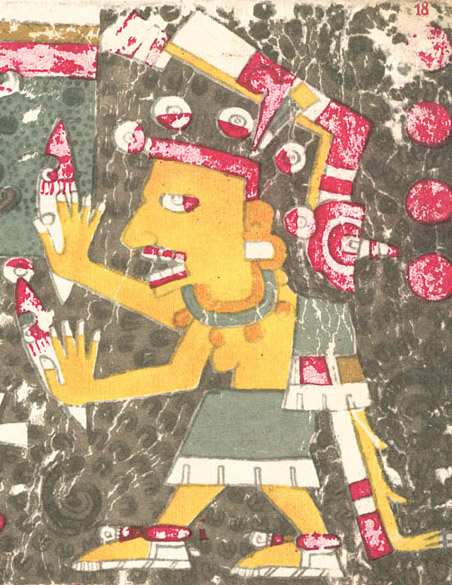
Les célébrations précolombiennes de la mort, comme les fêtes dédiées à la déesse aztèque Mictecacihuatl, ont inspiré après l'époque coloniale certaines caractéristiques des traditions actuelles du jour des morts mexicain.

### Célébrations précolombiennes
On retrouve des rites dédiés aux ancêtres, dans les civilisations mésoaméricaines, depuis environ trois mille ans, même s'ils sont d'une grande hétérogénéité et sans lien direct avec les traditions actuelles, qui n'en ont emprunté que quelques éléments symboliques, tardivement, après l'époque coloniale.
Peu de temps avant l'arrivée des Espagnols, à l'époque postclassique, dans le centre de l'actuel Mexique, les Aztèques pratiquaient deux fêtes des morts majeures : une pour les enfants (Miccaihuitontli), et une pour les adultes (Hueymiccalhuitl). La petite fête était célébrée vingt jours avant la grande, au mois d'août, coïncidant avec la fin du cycle agricole du maïs, de la courge, des pois et des haricots. Elle commençait avec la coupe du xócotl, un arbre dont on retirait l'écorce et qu'on décorait de fleurs. Tout le monde y participait et faisait des offrandes à l'arbre pendant vingt jours. Ces festivités étaient dédiées aux proches défunts. Elles étaient célébrées entre le neuvième et le dixième mois du calendrier solaire mexica correspondant aux mois de juillet et d'août, et étaient présidées par la déesse Mictecacihuatl, la Dame de la Mort, épouse du Seigneur de la terre des morts, Mictlantecuhtli.
À l'époque préhispanique, il était également courant de conserver les crânes des victimes de sacrifice humain et de les exposer lors de certains rituels, notamment sur un tzompantli.
Peu après la colonisation espagnole, Diego Durán a constaté que ces fêtes n’étaient plus célébrées en août mais à la Toussaint : des offrandes de monnaie, de cacao, de cire, d'oiseaux, de fruits, de grandes quantités de graines et de nourriture en général étaient dédiées le premier jour aux enfants morts et le lendemain aux adultes, pour, selon lui, perpétuer les rituels et les croyances indigènes en faisant semblant de respecter les traditions chrétiennes.

### Émergence de la tradition contemporaine
La tradition contemporaine a commencé à émerger, selon l'historienne Elsa Malvido, après la pandémie de choléra de 1833, lorsque les cadavres ont dû être gardés loin des populations, dans des espaces ouverts, pour éviter les contaminations ; les traditions catholiques apportées par les Espagnols au Mexique ont alors commencé à se mêler à celles héritées des célébrations indigènes, transformant les prières et l'adoration des reliques pratiquées par les Chrétiens en culte des ancêtres.
La forme actuelle n'apparaît véritablement que dans les années 1930, durant la présidence de Lázaro Cárdenas dans le contexte politique nationaliste et indigéniste d'alors, à une époque où les traditions chrétiennes du jour des morts étaient en nette perte de vitesse au Mexique après la Révolution de 1910. C'est donc une volonté politique nationaliste, visant à promouvoir une culture typiquement mexicaine intégrant des spécificités représentant mieux la population mexicaine, qui est à l'origine de l'intégration de plusieurs éléments issus des traditions indigènes. Cela explique que ce sont principalement les indigènes qui, à l'époque, furent séduits par l'émergence de cette nouvelle tradition métisse.
Ce syncrétisme (ou plutôt cette « synthèse » tardive d'anciens éléments de culte indigène au sein du culte chrétien des ancêtres, pour être plus précis) est souvent mal interprété : une confusion fréquente présente les traditions mexicaines actuelles du jour des morts comme un héritage direct des fêtes indigènes, qui se seraient progressivement métissées avec les traditions européennes chrétiennes tout au long de l'époque coloniale ; cependant, les traditions actuelles sont en réalité principalement dérivées de la célébration espagnole et catholique, à laquelle n'ont été ajouté tardivement, après l'époque coloniale, que quelques éléments inspirés d'anciennes traditions indigènes,,. Ainsi, Elsa Malvido explique que ce ne sont pas les indigènes mais les Espagnols qui pensaient que les âmes parcouraient la Terre et flottaient autour d'eux, craignant qu'elles s'abattent sur eux pour les emporter avec elles, et c'est pourquoi ils préparaient des autels avec du vin et du pain pour les apaiser, et allumaient des cierges pour les guider jusqu'à l'autel.
De même, en 2019, Noemí Cruz Cortés affirme que ce sont les colons espagnols qui ont importé au Mexique au XVIe siècle le rituel chrétien médiéval qui consistait à dédier aux morts un autel avec des fleurs et de la nourriture. Cette tradition aurait été adoptée par les indigènes, principalement dans le centre du pays, en y intégrant des éléments issus de leurs propres traditions, comme l'usage de la fleur de cempasúchil, qui n'était pas utilisée dans les rites préhispaniques pour les défunts mais pour le dieu Huitzilopochtli.
L'archéologue mexicain Ricardo Rivera soutient en 2010 que les célébrations actuelles n'ont plus de liens avec les célébrations préhispaniques : elles sont devenues mercantiles et l'origine de cette tradition ne remonterait pas selon lui au-delà de l'intervention américaine (1847-1848) ou française (1862), voire des débuts du Porfiriat (1876) ; pour d'autres chercheurs, elle serait encore plus récente, avec une première impulsion avec le nationalisme culturel porté par José Vasconcelos après la Révolution mexicaine, puis une plus importante, auprès d'un public plus vaste, à partir des contestations de 1968.
Selon Elsa Malvido, les origines préhispaniques de cette fête sont une légende créée de toutes pièces et propagée par des intellectuels nationalistes mexicains durant la présidence du général Lázaro Cárdenas, Inconnu, tombé en désuétude, ou oublié dans la plus grande partie du Mexique le Jour des morts fut promu et popularisé dès les années 1920 par les gouvernements nationalistes issus de la révolution de 1910 qui cherchaient à établir une culture populaire unifiée en le faisant connaître dans tout le pays par des films, des chansons et dans les livres scolaires, ainsi naquirent les actuelles icônes de la mexicanité que sont le jour des morts, la Catrina, la China poblana et le charro.

### Relation au catholicisme
Le jour des morts mexicain fait l'objet de critiques de la part de l'épiscopat catholique mexicain qui considère que certaines pratiques relèvent de la superstition et de la sorcellerie. Des catholiques mettent aussi en garde contre certaines de ses dérives vis-à-vis du dogme catholique.

### Reconnaissance internationale
En 2003, l'UNESCO déclare les fêtes indigènes dédiées aux morts « chef-d’œuvre du patrimoine oral et immatériel de l'humanité » et les inscrit dans la Liste en 2008.

## Économie
L'industrie du tourisme s'est fortement développée autour de cette fête au Mexique.

## Citations
L'écrivain mexicain Octavio Paz a jugé, dans son essai Le Labyrinthe de la solitude, que « L'indifférence du Mexicain devant la mort se nourrit de son indifférence devant la vie ».

## Dans les œuvres de fiction

### Filmographie
- Que Viva Mexico !, film soviétique de Sergueï Eisenstein.
- Nuit des morts (Noche de los muertos), moyen métrage mexicain de Julián Pastor, sorti en 1979.
- Esprits criminels, série américaine (saison 9, épisode 6) (2013)
- La Légende de Manolo (The Book of Life), film d'animation américain de Jorge R. Gutierrez, sorti en 2014.
- Spectre, film d'espionnage américano-britannique réalisé par Sam Mendes, sorti en 2015.
- Coco, film d'animation des studios Disney en image de synthèse réalisé par Lee Unkrich, sorti en 2017.

### Ouvrages
- Fabian Négrin, Frida et Diego aux pays des squelettes, 2011, 40 p..
- Louis Carmain (en), Les offrandes, VLB, 2019, 473 p. (ISBN 978-2-89649-806-2).
- Laetitia Danae, Que la mort soit Douce, 2021,  (ISBN 9791094786918)